# Tantal (pierwiastek)
Tantal (Ta, łac. tantalum) – pierwiastek chemiczny z grupy metali przejściowych. Nazwa pochodzi od Tantala – postaci w mitologii greckiej, ojca Niobe.

## Charakterystyka
Jest kowalnym, stalowoszarym metalem, bardzo podobnym do niobu. Tantal jest odporny na działanie mocnych kwasów nieorganicznych i wody królewskiej, gdyż ulega pasywacji, jest także odporny na korozję. Tantal reaguje natomiast z kwasem fluorowodorowym, tworząc kompleks fluorkowy:
2Ta + 12HF → 2TaF−
6 + 2H+
 + 5H
2↑
Wolne (nieskompleksowane) kationy tantalowe (tzn. Ta5+
 itp.) nie istnieją w roztworze (powstaje nierozpuszczalny wodorotlenek Ta(OH)
5). Pięciotlenek tantalu, Ta
2O
5 stopiony z wodorotlenkami metali alkalicznych (np. NaOH) tworzy tantalany(V) rozpuszczalne w środowisku o bardzo wysokim pH.

## Występowanie
Tantal odkryty został w 1802 r. przez Andersa Ekeberga. Jego najważniejszym minerałem jest tantalit (Fe,Mn)Ta
2O
5, występujący wraz z kolumbitem w koltanie.
Tantal występuje w skorupie ziemskiej w ilości 2 ppm. Jest to metal bardzo rozproszony i tylko w nielicznych miejscach na świecie występują rudy zawierające co najmniej 0,1% tantalu. Jedne z najbogatszych złóż, zawierające 0,22% tantalu w rudzie (a także związki cezu i litu), rozpoczęto eksploatować w 1969 r. w rejonie Bernic Lake, na północ od Winnipeg w prowincji Manitoba w Kanadzie. Złoża tego metalu w postaci koltanu (mieszanina rud tantalu), są jedną z przyczyn konfliktu zbrojnego w Demokratycznej Republice Konga.

## Zastosowanie

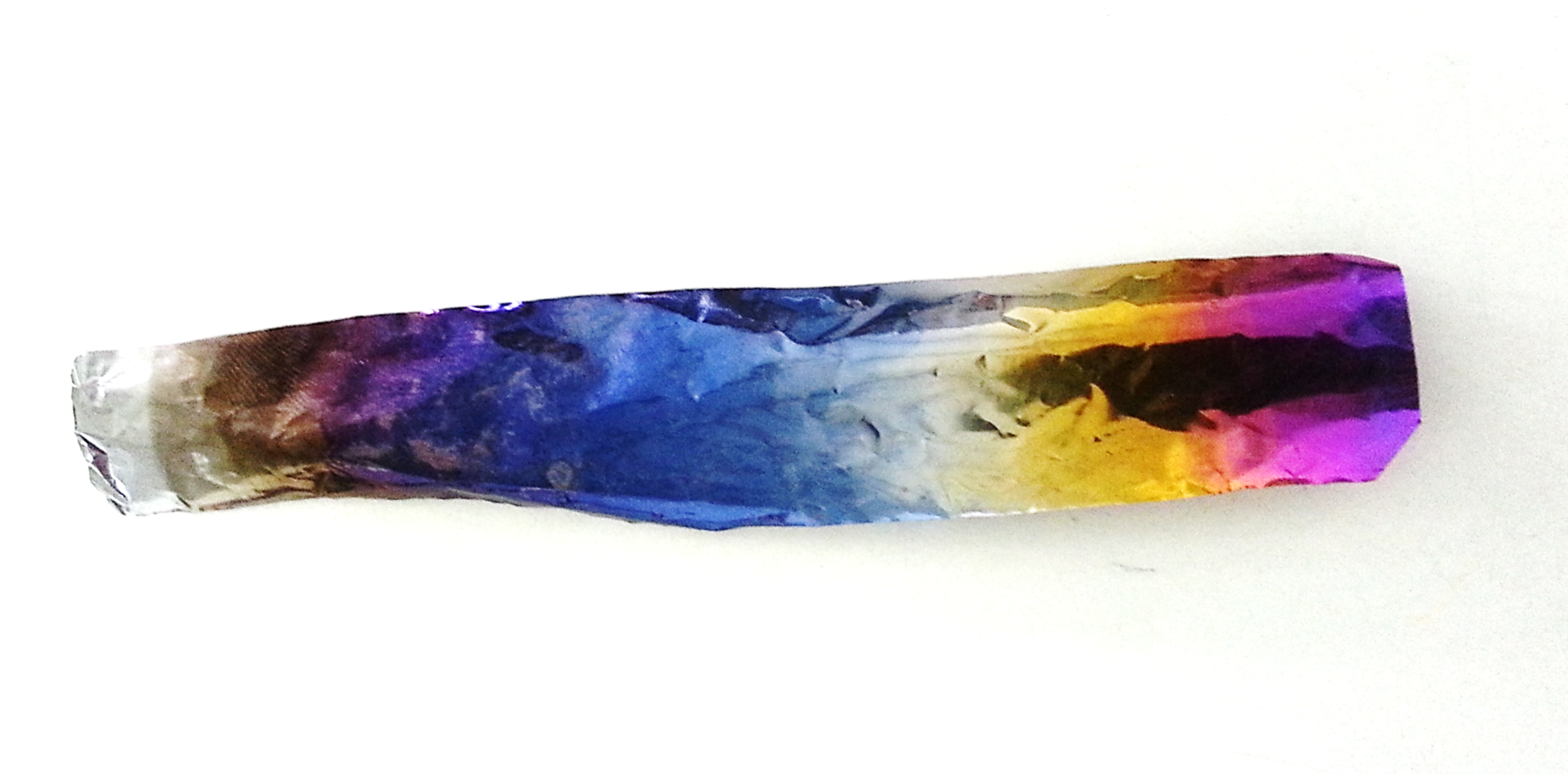
Anodowany pręt tantalowy

Tantal wykorzystywany jest w przemyśle elektronicznym do produkcji kondensatorów elektrolitycznych, które znajdują się w prawie każdym urządzeniu elektronicznym (m.in. w telefonach komórkowych i komputerach), w sprzęcie zbrojeniowym i kosmicznym. Ze względu na odporność na działanie większości kwasów i zasad wykorzystywany jest do produkcji aparatury chemicznej. Stosowany jest także do wyrobu biżuterii oraz wyrobów zegarmistrzowskich.